# تيم كونلي
تيم كونلي (بالإنجليزية: Tim Conley)‏ هو لاعب غولف أمريكي، ولد في 8 ديسمبر 1958 في كليفلاند في الولايات المتحدة.

## وصلات خارجية
- تيم كونلي على موقع رابطة لاعبي الغولف المحترفين (الإنجليزية)